# 소노스퀘어
주식회사 소노스퀘어은 대명소노그룹 계열의 대한민국의 MRO 기업이다.
회사의 대부분 매출이 MRO에서 발생했었는데, 최근 렌탈업 매출 비중이 커지고 있다.

## 같이 보기
- 티웨이항공